# Гришковка (Житомирская область)
Гришковка (укр. Гришківка) — село на Украине, находится в Радомышльском районе Житомирской области.
Код КОАТУУ — 1825084202. Население по переписи 2001 года составляет 89 человек. Почтовый индекс — 12240. Телефонный код — 4132. Занимает площадь 0,397 км².

## Адрес местного совета
12240, Житомирская область, Радомышльский р-н, с. Заньки, ул. Центральная, 3